# Craywick
Craywick é uma comuna francesa na região administrativa de Altos da França, no departamento do Norte. Estende-se por uma área de 7.73 km². Em 2010 a comuna tinha 682 habitantes (densidade: 88,2 hab./km²).